# ملك الملوك
ملك الملوك هو لقب استخدمته العديد من الممالك والإمبراطوريات على مر التاريخ. وكانت بداية ظهور هذا اللقب في منطقة الشرق الأدنى القديم. ويكافئ هذا اللقب على نطاق واسع لقب إمبراطور الذي كان يستخدم في وقت لاحق.

## معلومات تاريخية
لقد كان الملك توكولتي نينورتا الأول ملك الإمبراطورية الآشورية (القرن الثالث عشر قبل الميلاد) أول ملك عُرف عنه استخدامه لقب «ملك الملوك». ولقد كان اللقب المخصص للإشارة إلى المعنى الحرفي تمامًا لمصطلحات مثل سار أو ملك يتمثل في لقب ملك الذي يطلق على حاكم دولة المدينة، وفي إطار إنشاء الإمبراطورية في العصر البرونزي الحديث، نصّب الحكام الآشوريون أنفسهم على أنهم حكام على الهيكل الحالي لحكام (الملوك) دول المدن.
يُشار إلى اللقب الفارسي لمعنى ملك الملوك باسم شاهنشاه /ˈʃɑːənˈʃɑː/, والذي يرتبط على وجه الخصوص بـ الأخمينيين الفارسيين، حيث يشير هذا اللقب إلى العاهل الذي يحكم الملوك الآخرين الذين يكونون إما تابعين لولايته أو أن ولايتهم جزءٌ فرعيٌ منها أو أنها تحت وصايته.
علاوةً على ذلك، ورد ذكر هذا اللقب في الكتاب العبري، باسم מלך מלכיא، والإشارة به إلى نبوخذ نصر الثاني وكذا أرتحشستا. وفي سفر دانيال 2:37، يفسر دانيال حلم نبوخذ نصر الثاني بما مفاده أن
«أنت أيها الملك، [الفن] يا ملك الملوك: لقد منحك إله السماء المملكة والسلطة والقوة والمجد.»
أما في المسيحية، فيعتبر لقب ملك الملوك (βασιλευς των βασιλευοντων) واحدًا من الألقاب التي تطلق على يسوع، بحسب ما ورد في الرسالة الأولى إلى تيموثاوس 6:15، ورؤيا يوحنا 17:14، 19:16.
ويحمل أباطرة أثيوبيا لقب «ملك الملوك» (nəgusä nägäst).

## الجانب الديني

### اليهودية
في اليهودية، يمثل لقب «ملك الملوك» - يشار إليه بالعبرية بـ Melech ha-M'lachim - تعبيرًا يشير إلى الإله، الذي قد لا يذكر اسمه. وعادةً ما تتم الإشارة إليه باسم Melech Malchei Ha-M'lachim (ملك ملوك الملوك)، الأمر الذي يجعله يعلو بدرجة عن الملوك البابليين والفارسيين المشار إليهم في الكتاب المقدس (وبخاصة في سفر دانيال).

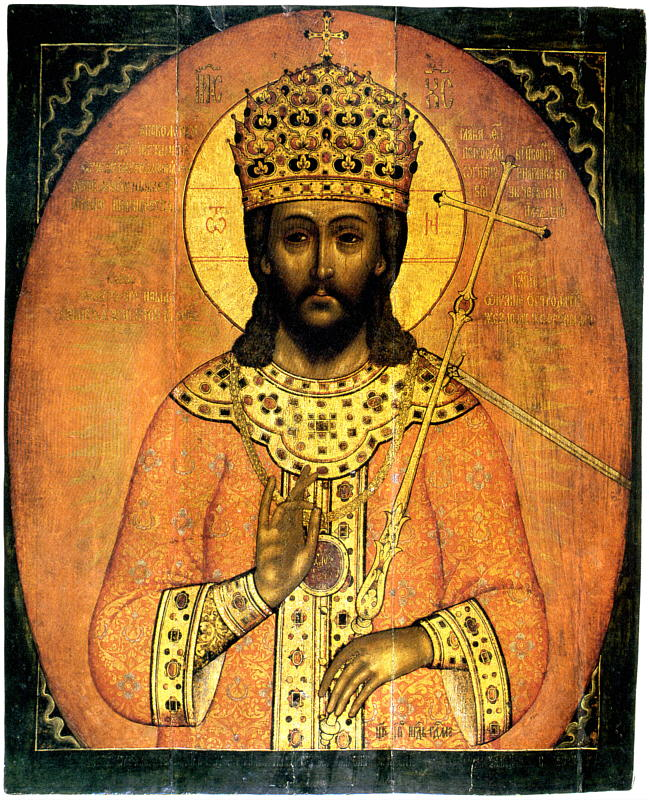
"المسيح بوصفه ملك الملوك". الأيقونة الروسية الواردة من مدينة موروم (1690)

### المسيحية
يطلق على المسيح يسوع «ملك الملوك» في الكتاب المقدس، وبخاصة في رؤيا يوحنا، 17:14 و19:16. ويذكر يسوع في إنجيل متى، آية 28:18، أنه مُنح كافة السلطات على وجه الأرض. وفي إنجيل يوحنا 18:36 يقول أن مملكته ليست نابعة من هذه الأرض.وبالتالي، من المسلم به بشكل عام أن لقب «ملك الملوك» قد مُنح ليسوع باعتباره حاكمًا على المملكة الزمنية أو الروحية أو «العليا». وفي حين لا يحظى هذا التفسير بقبول شامل من كافة المسيحيين، لذا من المهم أن نلاحظ أن هناك اعتقادًا مسيحيًا شائعًا يتمثل في أن إلههم، الذي يعتبر/كان المسيح يسوع تجسيدًا حيًا للإله الأعظم، قد منحه لقب «حاكم الكون الأسمى والأعظم» (الذي يعتبر أعظم نوعًا ما من لقب «ملك الملوك»).
نسب سيليفانوف، المؤسس المشارك لـ سكوبتسي، طائفة روسية مسيحية تضليلية تمارس التشويه الجنسي، والذي أعلن نفسه بن الله المتجسد في شخص الإمبراطور بيتر الثالث، لنفسه لقب «ملك الملوك» بل حتى «إله الآلهة».

### الإسلام
في الإسلام، يقتصر مصطلح "ملك الملوك" على الله (أي الإله، والذي يترجم حرفيًا بـ "الواحد") ويحرّم وصف الإنسان بهذا اللقب. وذلك للحرص على وجود فرق واضح بين المخلوق وخالقه أو خالقها. وروي في صحيح البخاري ومسلم عن أبي هريرة رضي الله عنه عن النبي صلى الله عليه وسلم قال "أغيظ رجل على الله يوم القيامة وأخبثه وأغيظه عليه رجل كان يسمى ملك الأملاك، لا ملك إلا الله عز وجل". ويعد اسم "المالك" (الملك) الاسم الرابع من أصل 99 اسمًا معروفة من أسماء الله حيث يشير هذا المصطلح إلى "ملك الملكوت، الواحد ذي الحكم المطلق، الواحد المنزه حكمه عن أي نقص" المتفرد؛ الإله الواحد الأحد المهيمن الأعظم فوق كل القوى الدنيوية. ويشير الاسم الرابع والثمانون من أسماء الله الحسنى إلى "مالك الملك" (ملك الملك)، ليعني بذلك مالك السيادة الأبدي، الواحد المسيطر ومعطي الملك لمن يشاء".

### البوذية
في تريبيتاكا بـ البالية، في بعض الأحيان يُجرى مقارنةبوذا بـ إمبراطور الدنيا (شاكرافارتي (الحاكم))، أو ملك العالم، أو "ملك ملوك" الدنيا. ولكن في نفس الوقت، وبرغم ذلك يعتبر مركز بوذا أعلى من كافة المناصب الدنيوية هذه، حيث إنه "ملك دهارما" أو "دهارما راجا.

### الراستافارية
لقد كان اللقب الكامل لـ هايله سيلاسي الأول أثناء فترة تواجده في منصبه "صاحب الجلالة هايلة سيلاسي الأول، أسد سبط يهوذا القاهر، ملك الملوك، ورب الأرباب، (إمبراطور) أثيوبيا، وصفي الإله (Ge'ez ግርማዊ፡ ቀዳማዊ፡ አፄ፡ ኃይለ፡ ሥላሴ፡ ሞዓ፡ አንበሳ፡ ዘእምነገደ፡ ይሁዳ፡ ንጉሠ፡ ነገሥት፡ ዘኢትዮጵያ፡ ሰዩመ፡ እግዚአብሔር; girmāwī ḳedāmāwī 'aṣē ḫayle śillāsē, mō'ā 'anbessā ze'imneggede yihudā niguse negest ze'ītyōṗṗyā, siyume 'igzī'a'bihēr).

## الجانب السياسي

### فارس
يرجع تاريخ السجل المكتوب الأول للاستخدام المتسق لهذا المصطلح إلى الملوك الإيرانيين بـ الإمبراطورية الفارسية و/أو الملوك الساميين الإيرانيين بـ الإمبراطورية الفارسية (تنطق كـ شاهنشاه و/أو شاهنشاه العظيم). وحيث إن ملوك الفرس و/أو ملوك الفرس الساميين يحكمون في إطار وجود ملوك آخرين أسفل منهم يحكمون بدورهم المقاطعات المرزبان، ففي حقيقة الأمر حكم ملوك الفرس ملوكًا آخرين منحوهم لقب ملك الملوك. ومع ذلك، من المسلم به بشكل عام أن الفرس قد كتبوا ذلك مع تبني فكرة ضمنية بعلاقة هذا المصطلح بالألوهية، ثم الإشارة إلى دلالة روحية صريحة في الإمبراطورية الفارسية الأخيرة للملوك الكهنة التابعين للإمبراطورية الفارسية الساسانية.
لقد كانت الدولة البهلوية الفارسية مسؤولة عن إحياء لقب شاهنشاه في القرن العشرين. غير أنه أُلغي عندما أطاحت الثورة الإسلامية بالنظام في إيران.

### الهند
في الهند، يشير مصطلح راجا (والذي يعني الملك في اللغة السنسكريتية) إلى لقب يستخدمه عادةً الملوك الذين يحكمون الأقاليم الصغيرة. واستخدم لقب المهراجا (والمشتق من المقطعين ماهانت الذي يعني «العظيم» وراجان الذي يعني «الملك») فقط للملوك الذين حكموا منطقة كبيرة للغاية وفي إطار وجود ملوك فرعيين ثانويين تحت إمرتهم. وفي مناطق مثل راجستان (مقطع راجان يقصد به«الملك» والمقطع ستان يقصد به «الأرض/المكان») وكما في إمبراطورية ماراثا، التي تضم العديد من الملوك الأقوياء الذي يحكمون جزءًا من إمبراطورية أكبر، يطلق على مؤسس الإمبراطورية راجا دهي راج (والذي يعني ملك الملوك). يُستخدم لقب مهراجا دهي راج (يتألف من المقطع ماهانت الذي يعني «العظيم» وراجا دهي راج والذي يعني «ملك الملوك») للإشارة إلى العديد من أكثر ملوك الملوك قوة والذين يحكمون جزءًا من الإمبراطورية الأكبر إلى جانب وجود ملوك الملوك الفرعيين الثانويين.

### العالم الهليني
لقد كان لمصطلح ملك الملوك استخدامٌ بارزٌ ورد في احتفالية هبات الإسكندرية التي أقيمت عام 34 قبل الميلاد، حيث تم الإعلان عن بطليموس الخامس عشر (قيصرون)، ابن يوليوس قيصر وكليوباترا السابعة، بوصفه ملك الملوك وكذا بوصفه أنه في منزلة الإله وأنه ابن الإله الأعلى.

### إفريقيا
```
معمر القذافي
 رئيس ليبيا السابق حمل لقب «ملك ملوك أفريقيا»، هذا اللقب الذي منحته إياه هيئة من زعماء الممالك والقبائل الأفريقية عام 2008 
[
4
]
 ؛ كذلك منح أكثر من 200 من الحكام والملوك الأفارقة لقب «ملك ملوك أفريقيا» للزعيم الليبي معمر القذافي خلال اجتماع انعقد في مدينة بنغازي الليبية؛ فيما وصف بأنه الحدث الأول من نوعه. ولقد دعا العقيد معمر القذافي أفراد العائلة الملكية السابقة بالانضمام إلى حملته لدعم الوحدة الوطنية الليبية... وذكر مخاطبًا الشخصيات البارزة التي حضرت الاجتماع من دول منها موزمبيق وجنوب إفريقيا وساحل العاج وجمهورية الكونغو الديمقراطية:
```

«نريد أن يتولى الجيش الإفريقي مهمة الدفاع عن إفريقيا، ونريد عملة إفريقية موحدة، وتوفير جواز سفر إفريقي واحد للانتقال داخل حدود القطر الإفريقي».
ذكرت مراسلة قناة البي بي سي رنا جواد من مدينة بنغازي الساحلية أن الزعيم الليبي يريد منهم إنشاء حركة شعبية للضغط على القادة السياسيين الأفارقة للانضمام إلى حملته.
يتمثل اللقب التقليدي للملوك الإثيوبيين بدايةً من عصور سليمان في "niguse negest"، وهو صيغة جعزية قديمة تترجم كـ «ملك الملوك».

## الثقافة الشعبية
يطلق المصارع تربل إتش المصارع بـ دبليو دبليو إي (مؤسسة المصارعة العالمية الترفيهية) على نفسه لقب «ملك الملوك»، حتى إنه يستخدم أغنية موتورهيد مرات عدة كأغنية تذاع لحظة دخوله.
في إحدى حلقات مسلسل عائلة سيمبسون «نجمة تتمثل في بيرنز»، يشير الممثل الذي يقوم بدور البطولة في فيلم مستر بيرنز «بيرنز لجميع الفصول» إلى نفسه باعتباره حقًا «ملك الملوك».
بحسب مشجعي فريق كرة القدم سلتيك، يعد هنريك لارسون ملك الملوك الوحيد الفعلي.
في فيلم 300، أطلق الملك خشایارشا الأول على نفسه لقب ملك الملوك.
في سونيتية بيرسي شيلي، أوزيماندياس، يشير أوزيماندياس إلى نفسه باسم «ملك الملوك» في السطر العاشر.
في حلقة مسلسل فاميلي جاي يسوع ومريم ويوسف! يشار إلى يسوع بلقب «ملك الملوك»